# Ryan Fleck
Ryan K. Fleck (* 20. září 1976 Berkeley, Kalifornie) je americký režisér a scenárista. Společně s Annou Bodenovou tvoří úzce spolupracující dvojici.
S Annou Bodenovou se poznal koncem 90. let 20. století a pracovali spolu na studentských filmech. Jejich debutovým snímkem se v roce 2006 stal film Half Nelson, který společně napsali, Fleck jej režíroval a Bodenová ho sestříhala a spoluprodukovala. Prvním snímkem režisérské dvojice byl o dva roky později Sugar, od té doby píšou i režírují filmy společně. Dvojice Bodenová – Fleck působí i v televizi, kde režírovala díly televizních seriálů Ve znamení raka, Aféra, Miliardy a Pokoj 104.

## Režijní filmografie
- 2006 – Half Nelson
- 2008 – Sugar (společně s Annou Bodenovou)
- 2010 – Něco jako komedie (společně s Annou Bodenovou)
- 2015 – Hazardní hráči (společně s Annou Bodenovou)
- 2019 – Captain Marvel (společně s Annou Bodenovou)